# Mihály Csokonai Vitéz
Mihály Csokonai Vitéz (Debrecen, 17 novembre 1773 – Debrecen, 28 gennaio 1805) è stato un poeta ungherese, epico e lirico, considerato uno dei più eminenti personaggi della prima fase ungherese culminata con il "risveglio nazionale".

## Biografia

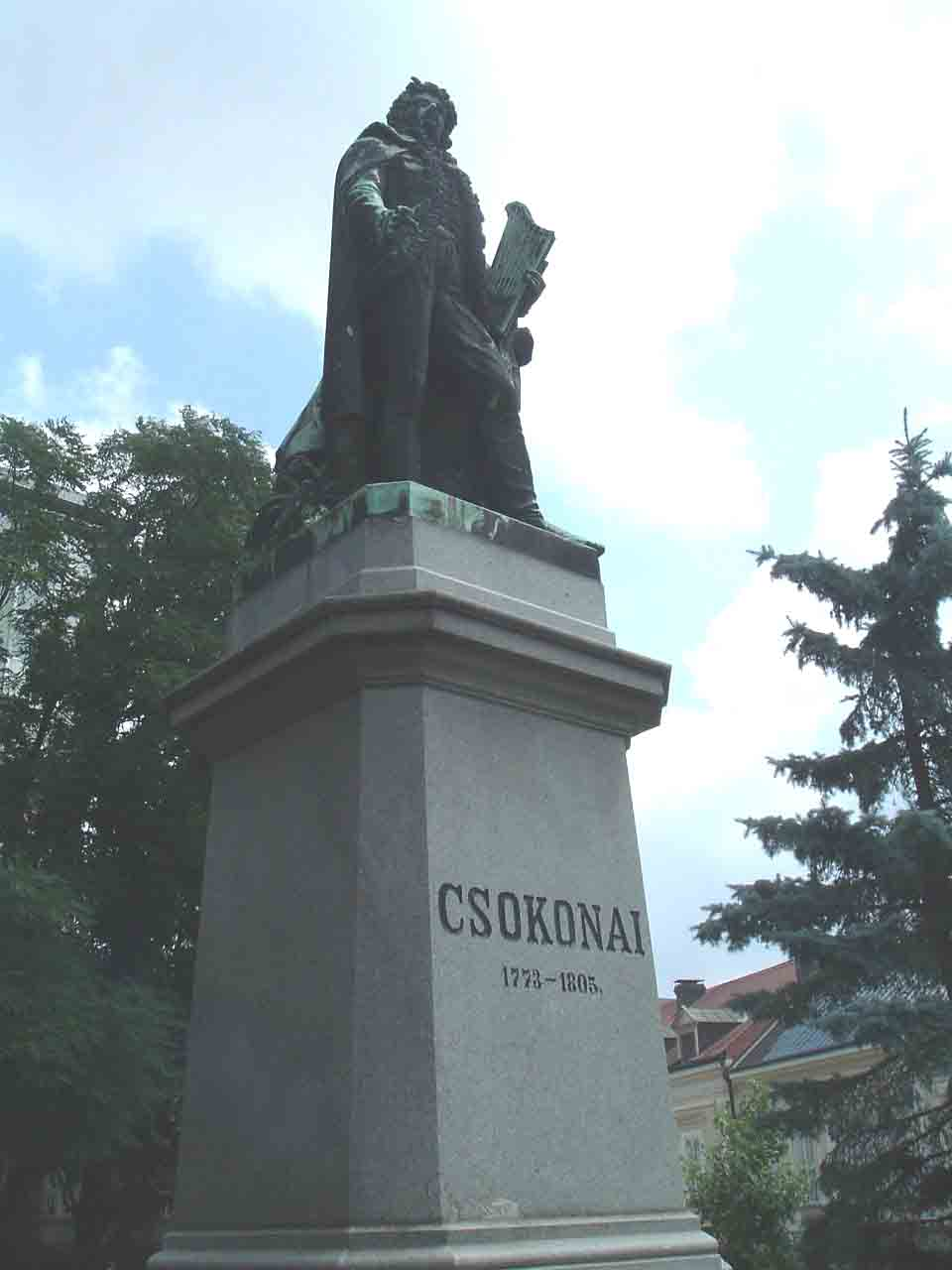
La statua dedicata a Mihály Csokonai Vitéz a Debrecen

Studiò nel collegio della sua città natale, e si dedicò dapprima alla traduzione in ungherese volgare della Batracomiomachia e poi alla realizzazione di un dramma satirico intitolato il Tempefoi (1793).
Dopo aver soggiornato un anno a Sárospatak, feudo protestante, per partecipare ad un corso di giurisprudenza, si trasferì a Presburgo, l'odierna Bratislava, ma le sue simpatie rivoluzionarie mal si conciliarono con l'ondata di reazione che accompagnò l'invasione dell'Europa di Napoleone Bonaparte.
Fu licenziato dopo una breve carriera di insegnante a Debrecen, per problemi con la disciplina del collegio protestante, dopo di che girovagò per quattro anni in varie località transdanubiane.
Innamoratosi nell'estate del 1797 di una ragazza benestante, Julianna Vajda, (la "Lilla" delle sue poesie), cercò di garantirsi un lavoro, ma quando lo ottenne, a Csurgó come insegnante, lei si era già sposata (1798).
In questo periodo compose alcuni poemi caratteristici, come Az igazság diadalma ("La vittoria della giustizia") (1799), composto per celebrare la conquista di Mantova dei francesi.
Rilevanti furono anche il poema filosofico A lélek halhatatalnsága ("L'immortalità dell'anima"), scritto in occasione del decesso di una nobildonna ed il poema eroicomico Dorottya ("Dorotea"), in cui l'autore ci propose uno spaccato della vita dei nobili campagnoli. 
Le sue liriche amorose si caratterizzarono per la mescolanza di elementi popolareschi, immagini realistiche e spunti arcadici, e sono tutte raccolte nell'unico ciclo dedicato a "Lilla": Lilla dalok ("Canzoni a Lilla").. Csokonai fu un poeta della felicità e rifiutò il mondo degli autori di dolore.
Csokonai approfondì la forma poetica: fu uno dei primi teorici ungheresi della prosodia e adattò con successo le metriche in rima dell'Europa occidentale alle forme in versi ungheresi.
Csokonai compose anche un buon numero di canzonette popolari.
Collaborò con la rivista letteraria Urania, e tradusse numerose opere, dal Tasso al Metastasio.
Csokonai tornò a Debrecen povero e tisico.
Morì lì, il 28 gennaio 1805, senza aver visto pubblicate le sue più importanti poesie.

## Opere principali
- Kostancinápoly (1794)
- Dorottya (1798)
- Szegény Zsuzsi a táborozáskor (1802)
- Tartózkodó kérelem (1803)
- A tihanyi ekhóhoz (1803)
- Lilla dalok (1805)